# Grolsch Rijke Herfstbok
Grolsch Rijke Herfstbok is een Nederlands bier van het type herfstbok, dat sinds 1995 wordt gebrouwen door Grolsch in Enschede. 
Het is een robijnrood ondergistend bier met een alcoholpercentage van 6,6%.